# Michael Valiante
Michael Valiante, född den 11 november 1979 i New Westminster i British Columbia, är en kanadensisk racerförare.
Valiante har under sin karriär tävlat i formelbilsracing, Nascar och sportvagnsracing i Nordamerika.